# Kóbó Abe
Kóbó Abe (安部 公房 , vlastním jménem Abe Kimifusa, 7. března 1924, Tokio – 22. ledna 1993, tamtéž) byl japonský spisovatel, dramatik, esejista a filmový i rozhlasový scenárista. Je považován za nejvýraznějšího představitelem poválečné školy (sengoha) v japonské literatuře.

## Život a dílo
Pocházel z lékařské rodiny a mládí prožil se svými rodiči v Mandžusku. Po návratu do vlasti začal roku 1943 studovat na lékařství na Tokijské univerzitě. Studia dokončil roku 1948, avšak lékařskou praxi neprovozoval, protože již jako student se začal zabývat literaturou. Věnoval se evropským filosofům jako byli Friedrich Nietzsche, Karl Jaspers nebo Martin Heidegger, předválečné avantgardě, zvláště pak surrealismu, a za autory, které jej nejvíce ovlivnili, považoval Dostojevského, Poea, Rilkeho, Kafku a Becketta. Pod dojmem nově nabyté svobody se stal také členem komunistické strany, ze které byl však po čase pro kritiku vyloučen.
Do literatury vstoupil vlastním nákladem vydanou sbírkou básní Mumei šišú (1947, Bezejmenné básně), ale jeho hlavní doménou se brzy stala próza. Roku 1950 vydal slavnou surrealistickou povídku Akai maju (Červený kokon), za níž obdržel Cenu poválečné literatury. O rok později obdržel Akutagawovou cenu za sbírku povídek Kabe (Zeď) a stal se autorem mladé generace. Světové slávy dosáhl svým románem Suna no onna (1962, Písečná žena), když jeho filmová adaptace režiséra Tešigahary obdržela roku 1964 na filmovém festivalu v Cannes zvláštní cenu kritiky.
V roce 1956 se zúčastnil sjezdu československých spisovatelů v Praze. Dojmy z cest popsal o rok později v díle Tóó o juku (Cesta východní Evropou).
Od šedesátých let se také výrazně věnoval divadlu. Jeho nejznámější divadelních hrou je Tomodači - Kuroi kigeki (1967, Přátelé - Černá komedie), za kterou obdržel Tanizakiho literární cenu. Roku 1971 založil svou vlastní divadelní skupinu Abe Kóbó sutadžio (Studio Kóbó Abeho), pro kterou napsal celou řadu her a ve které se herci (mladí a začínající i již známí a významní) výrazně podíleli na konečné podobě představení. Právě v dramatech nejvíce formuloval svou kritiku společnosti.
V jeho díle se objevují prvky a postupy surrealismu, existencialismu, vědecko-fantastické literatury i detektivního románu, které osobitě rozvíjí v japonském prostředí. Jeho psychologicky perfektně prokreslené postavy trpí pocitem odcizení ve společnosti a neschopností komunikace s okolím. Obvykle nemívají jména a jsou označována pouze obecnými názvy (muž, děvče, stařena, aj.) Abe je označován za prvního skutečně internacionálního japonského spisovatele a společně s Mišimou Jukijo za nejvýznamnějšího japonského dramatika druhé poloviny 20. století. Také jeho esejistická tvorba pokrývá širokou škálu problémů od teorie umění před otázky sociální a politické. Byl několikrát navrhován na Nobelovou cenu za literaturu a je překládán do mnoha světových jazyků. Kromě literární činnosti se též aktivně věnoval umělecké fotografii.

## Výběrová bibliografie

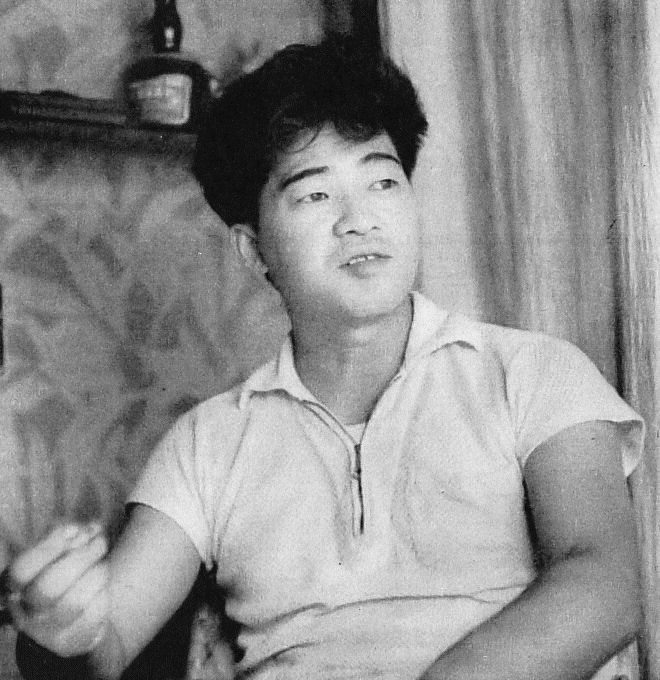
Kóbó Abe

### Básně
- Mumei šišú (1947, Bezejmenné básně), sbírka básní

### Próza
- Owariši mičí no širube ni (1948, Ukazatele na konci cesty), román
- Kabe (1951, Zeď), sbírka povídek
- Kiga doumei (1954, Hladovějící odbory), román
- Kemonotači wa kokjó o mezasu (1957, Zvěř táhne k domovu), román inspirovaný jeho pobytem v Mandžusku
- Tóó wo juku (1957, Cesta východní Evropou), dojmy z cest, při kterých navštívil i Československo
- Módžú no kokoro ni keisanki no te o (1957, V srdci dravec, v rukou počítač), eseje
- Daiši kanpjóki (1959, Čtvrtá doba meziledová), vědeckofantastický román
- Iši no me (1960, Kamenné letokruhy)
- Suna no onna (1962, Písečná žena), román o středoškolském učiteli a entomologovi, který je při své výpravě za novým druhem brouka, o kterém věří, že jej jeho nález konečně proslaví, vlákán v jedné vesnici do písečné jámy, odkud nelze uniknout. Zde je vesničany nucen žít, vyhrabávat písek a dodávat jim ho. Po několika neúspěšných pokusech o útěk zjistí, že mu život v jámě společně s mladou "písečnou" ženou, která jej sexuálně uspokojuje (což se mu v jeho nevydařeném manželství nestávalo), vlastně vyhovuje (po dodání určeného množství písku dostane nejen svůj příděl základních životních potřeb, ale i cigarety, alkohol a denní tisk), takže nakonec nemá k odchodu žádný důvod. Román obdržel literární cenu Jomiuri
- Tanin no kao (他人の顔, 1964, Tvář toho druhého), psychologický román s vědeckofantastickou zápletkou. Jeho hrdinou je vědec, který si při výbuchu v laboratoři poraní svou tváři tak, že i přes snahu lékařů zůstává zohyzděn. Mezi lidmi se pohybuje jen v obvazu, což mu znemožňuje kontakt s okolím, takže se stává záhadnou anonymní bytostí bez tváře. Podrobí se tedy experimentu, při kterém je mu vytvořena maska k nerozeznání od skutečného lidského obličeje. V této masce však ztrácí svou osobnost a jeho život s tváří toho druhého je příčinou jeho naprosté existenciální rozpolcenosti i manželského rozvratu
- Mukankei na ši (1964, Nesouvisející smrt), sbírka povídek,
- Moecukita čizu (1967, Spálená mapa), román o detektivovi, který při pátrání po zmizelém člověku sám ztratí orientaci v odcizené společnosti
- Hako otoko (1973, Krabicový muž), román, jehož hlavní hrdina pozoruje z kartonové krabice život v Tokiu
- Warau cuki (1975, Smějící se měsíc), sbírka povídek
- Mikkai (1977, Tajné setkání) surrealistický detektivní román
- Hakobune Sakuramaru (1984, Archa Sakuramaru), román
- Kangarú nóto (1991, Klokaní notes), román
- Tobu otoko (1993, Létající muž), posmrtně vydaný román

### Divadelní hry
- Seifuku (1955, Uniforma)
- Doreigari (1955, Hon na otroky)

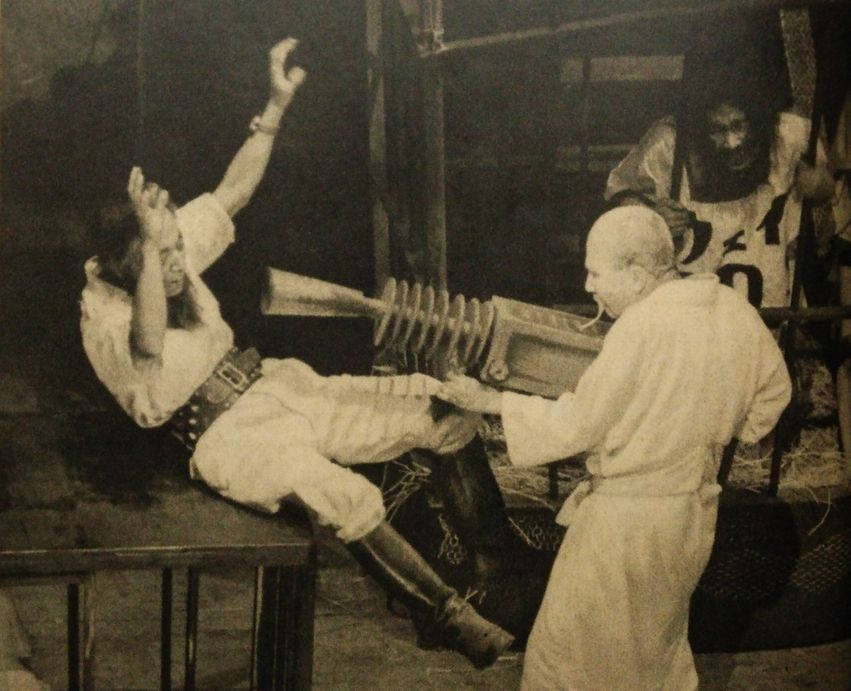
Fotografie z představení autorovy hry Doreigari (Hon na otroky)

- Júrei wa koko ni iru (1959, Ten duch jsem já)
- Kjodžin densecu (1960, Legenda o obrech)
- Džósai (1962, Pevnost)
- Bó ni natta otoko (1963, Muž, který se stal holí)
- Toki no gake (1964, Útes času)
- Omae nimo cumi ga aru (1965, Ani ty nejsi bez viny)
- Tomodači - Kuroi kigeki (1967, Přátelé - Černá komedie)
- Bó ni natta otoko (1969, Muž, který se stal holí)
- Ai no megane wa iro-garasu (1973, Brýle lásky mají barevná skla)
- Midori no sutokkingu (1974, Zelené punčochy)
- Kaban (1974, Kufr)
- Ué - Šindoreigari (1975, Ué - Nový lov na otroky)

## Filmové adaptace
- Kabe atsuki heja (1953, Pokoj se silnými zdmi), japonský film, režie Masaki Kobajaši
- Otošiana (1962, Jáma), japonský film podle autorova scénáře, režie Hiroši Tešigahara
- Suna no onna (1964, Písečná žena), japonský film, režie Hiroši Tešigahara
- Ako (1965), japonský film podle autorovy povídky, režie Hiroši Tešigahara
- Tanin no kao (1966, Tvář toho druhého), japonský film, režie Hiroši Tešigahara
- Moecukita čizu (1968, Spálená mapa), japonský film, režie Hiroši Tešigahara

## Česká vydání
- Písečná žena, SNKLHU, Praha 1962, přeložil Miroslav Novák, znovu 1965 a Euromedia Group, Praha 2005
- Červený kokon, Odeon, Praha 1971, vybrala a přeložila Vlasta Winkelhöferová, výbor z povídek
- Tvář toho druhého, Svoboda, Praha 1981, přeložila Vlasta Winkehölferová, znovu Odeon, Praha 2008
- Přátelé - černá komedie o třinácti obrazech, Dilia, Praha 1990, přeložila Vlasta Winkelhöferová